# Jaroszlava Olekszijivna Mahucsih
Jaroszlava Olekszijivna Mahucsih (ukránul: Ярослава Олексіївна Магучіх, Dnyipro, 2001. szeptember 19. –) olimpiai, világ- és Európa-bajnok, ukrán atléta, magasugró. Győzni tudott a 2023-as budapesti világbajnokságon, valamint a 2022-es és a 2024-es Európa-bajnokságon is. 2024-ben megdöntötte a magasugrás 1987 óta fennálló világrekordját. 2024-ben Párizsban olimpiai bajnok lett.

## Pályafutása
Mahucsih 13 éves korában kezdett komolyabban foglalkozni a magasugrással. Két év alatt jelentősen fejlődött és 15 éves korában megnyerte az U18-as világbajnokságot 2017-ben Nairobiban 192 cm-es egyéni csúccsal. Néhány héttel később a győri Európai Ifjúsági Olimpiai Fesztiválon 1,89 méteres ugrással nyerte meg a magasugrás versenyszámot. Az egy évvel későbbi U18-as Európa-bajnokságon Győrben 194 cm-rel új bajnoki rekorddal győzött.
2019 év elején fedett pályán 199 cm-es eredménnyel beállította Vashti Cunningham U20-as világcsúcsát Hustopečében. A szabadtéri szezon elején az első Diamond League versenyen Dohában 17 évesen a valaha volt legfiatalabb Diamond League-győztes atléta lett. Júniusban pályafutása során először ugrotta át a 200 cm-es magasságot. Júliusban megnyerte az U20-as Európa-bajnokságot. Az év végén élete első felnőtt világversenyén, a dohai világbajnokság döntőjében 204 cm-t is sikeresen teljesítette, amivel megdöntötte az U20-as világcsúcsot és a címvédő Marija Laszickene mögött ezüstérmet szerzett.
2020 januárjában 201 cm-t ugrott fedett pályán Lvivben, ami fedett pályás U20-as világrekord, amelyet néhány nappal később Karlsruhéban újabb 1 cm-rel javított meg. 2021 februárjában Besztercebányán elért 206 cm-es teljesítménye az elmúlt kilenc év legjobb női fedett pályás eredménye. Egy hónappal később 200 cm-rel nyerte meg a fedett pályás Európa-bajnokságot Lengyelországban. Júliusban a Tallinnban rendezett U23-as Európa-bajnokságon is győzni tudott. Az augusztusi tokiói olimpián elért 200 cm-es eredményével bronzérmes lett.
Miután 2022 februárjában Oroszország megtámadta Ukrajnát, Mahucsih elutazott a szerbiai fedett pályás világbajnokságra, amelyet 202 cm-es ugrásával nyert meg, majd ezután szponzorai segítségével Németországban telepedett le. Később ebben az évben ezüstérmes lett a világbajnokságon, majd aranyérmes az Európa-bajnokságon. Szeptember Brüsszelben a Diamond League versenyen 205 cm-es egyéni csúccsal győzött.
2023-ban megvédte fedett pályás Európa-bajnoki címét Isztambulban, júniusban pedig az Európa-játékokon tudott győzni Lengyelországban. Augusztusban a budapesti világbajnokságon 201 cm-rel szerezte meg az aranyérmet. 2024-ben a fedett pályás világbajnokságon második lett az ausztrál Nicola Olyslagers mögött. A júniusi római Európa-bajnokságon pedig megvédte címét, második kontinensbajnokságát megnyerve ezzel.
2024 július 7-én a párizsi Diamond League versenyen a 201 cm-es magasságon már csak ketten voltak versenyben a fedett pályás világbajnok Nicola Olyslagersszel. Ezt a szintet mindketten teljesítették. A 203 cm már csak Mahucsihnak sikerült. Ezzel már a szám győzteseként 207 cm-re tetette a lécet, ami ukrán országos csúcs. Ezt is sikerült megugrania, a következő cél a bolgár Sztefka Kosztadinova 1987-es 209 cm-es világcsúcsának megdöntése volt. A 210 cm-es magasságot első kísérletével átugrotta.
A 2024-es párizsi olimpián egyedüliként a mezőnyben jutott el a 200 cm-es magasságig hibás kísérlet nélkül. Eddigre már csak ketten voltak versenyben az aranyéremért. A 200 cm-t Mahucsih elsőre átugrotta, Nicola Olyslagers csak harmadikra. A következő, 202 cm-es szintet egyikőjük sem tudta teljesíteni, így Mahucsih kevesebb hibájának köszönhetően olimpiai bajnok lett.

## Egyéni legjobbjai
Szabadtér
| Versenyszám | Eredmény  | Helyszín              | Időpont         |
| ----------- | --------- | --------------------- | --------------- |
| magasugrás  | 210 cm WR | Párizs, Franciaország | 2024. július 7. |

Fedett pálya
| Versenyszám | Eredmény | Helyszín                  | Időpont          |
| ----------- | -------- | ------------------------- | ---------------- |
| magasugrás  | 206 cm   | Besztercebánya, Szlovákia | 2021. február 2. |